# Ville intelligente

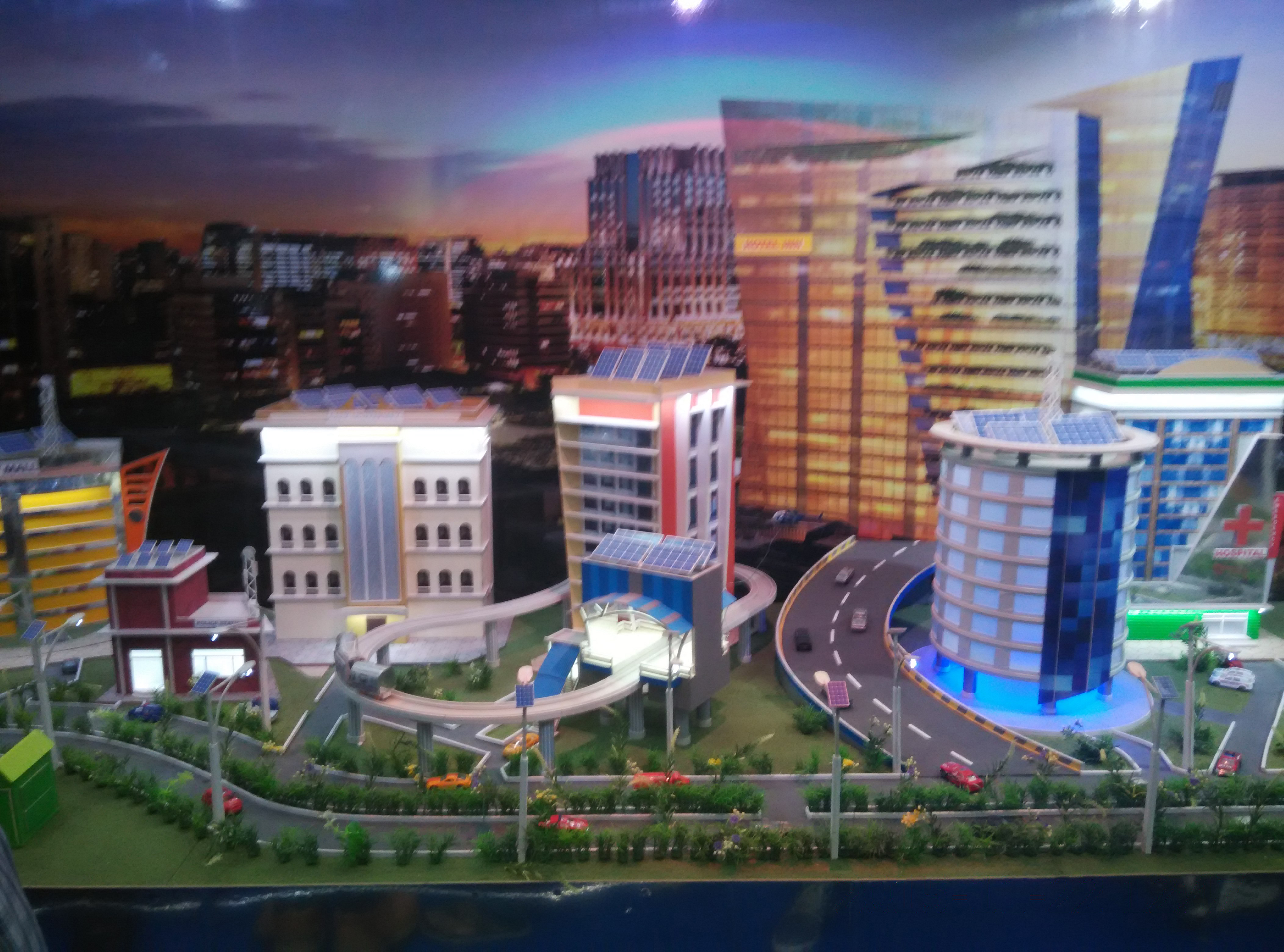
Représentation d'une ville intelligente.

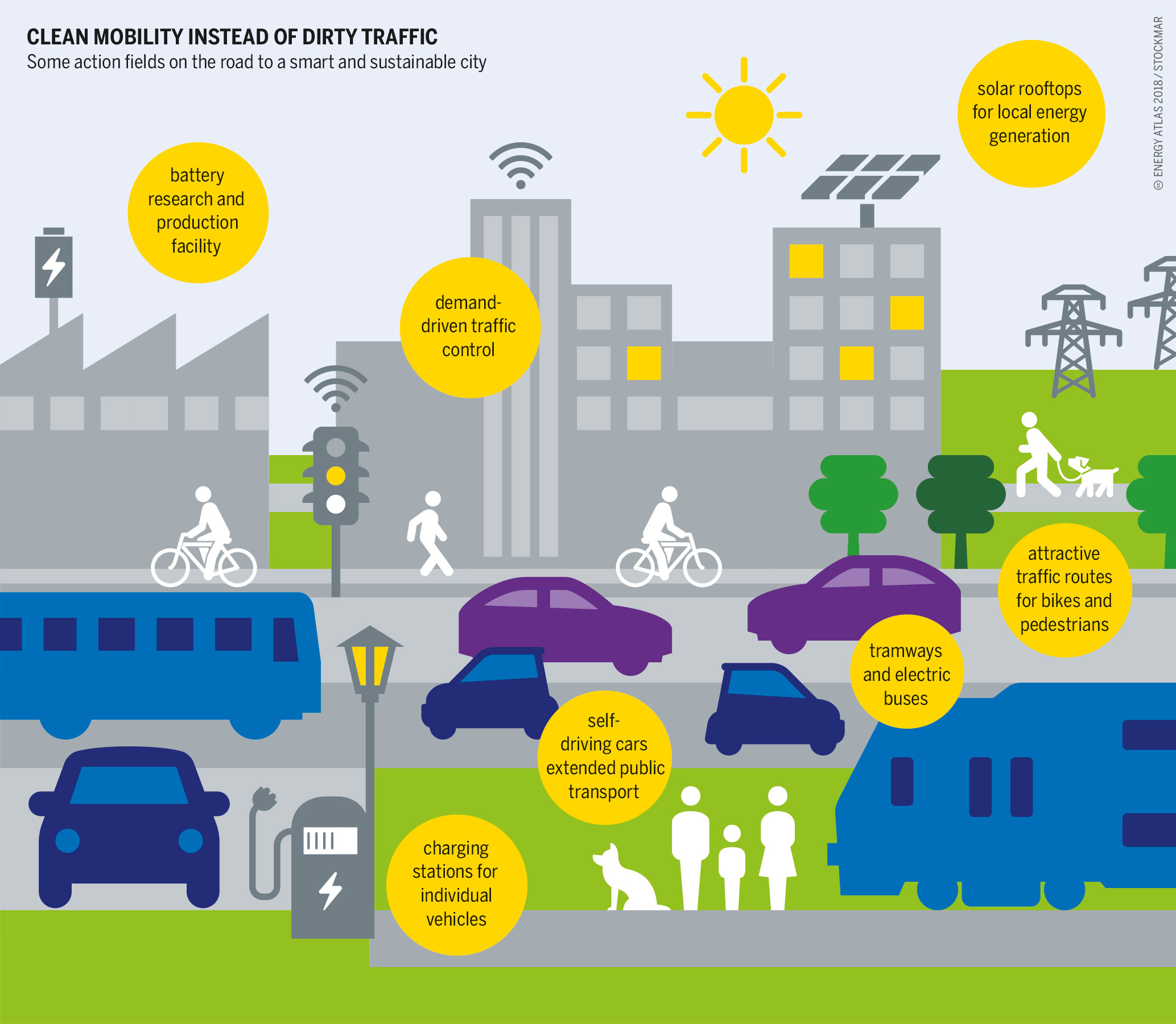
Scénario possible de mobilité intelligente et durable

Une ville intelligente (en anglais smart city, au pluriel smart cities) est un syntagme désignant la capacité d'une ville à utiliser les technologies de l'information et de la communication (TIC) pour améliorer la qualité des services urbains ou réduire leurs coûts. D'autres termes ont été utilisés pour des concepts similaires : ville connectée, cyber ville, ville numérique, communautés électroniques.
Une ville intelligente est une zone urbaine qui utilise différents capteurs électroniques de collecte de données pour fournir des informations permettant de gérer efficacement les ressources et les actifs. Cela comprend les données collectées auprès des citoyens, des dispositifs mécaniques, des actifs, traitées et analysées pour surveiller et gérer les systèmes de circulation et de transport, les centrales électriques, les réseaux d'approvisionnement en eau, la gestion des déchets, les systèmes d'information, les écoles, les bibliothèques et les hôpitaux.
Le concept de ville intelligente intègre les TIC et divers dispositifs physiques connectés au réseau, constituant l'Internet des objets, pour optimiser l'efficacité des opérations et des services urbains et se connecter aux citoyens.

## Définitions et caractéristiques

### Création
Dès les années 1990, le sujet de l'utilisation efficiente et intégrée des technologies de l'information et de la communication (TIC) dans les villes est abordé, Gabriel Dupuy parle d'« informatisation des villes ».
Bill Clinton est le premier à évoquer la notion de ville intelligente en 2005, en exprimant que les villes sont en fait déjà intelligentes mais qu'elles doivent désormais devenir durables.
Il n’existe pas une seule définition de la ville intelligente mais une multitude. La polysémie de cette notion est soulignée dans une étude de l’Union internationale des télécommunications (UIT) relevant plus d’une centaine de définitions.
Selon une étude intitulée "Smart cities in Europe" et présentée lors de la troisième édition du "Central European Conference in Regional Science – CERS" en 2009, le concept de « ville intelligente » est utilisé comme outil pour englober les facteurs de production urbaine moderne dans un cadre commun et pour mettre en valeur l’importance grandissante des technologies de l'information et de la communication (TIC) et des capitaux social et environnemental pour définir la compétitivité des villes. En somme, Antoine Picon résume le concept de la manière suivante : « La ville intelligente correspond à la fois à un ensemble de processus concrets de transformation des villes et à une série d’idéaux qui présentent de fortes convergences en même temps que des divergences importantes » .

### Les six dimensions de la ville intelligente
Selon Rudolf Giffinger, les villes intelligentes peuvent être identifiées et classées selon six dimensions principales : une « économie intelligente », une « mobilité intelligente », un « environnement intelligent », des « habitants intelligents », un « mode de vie intelligent » et, enfin, une « administration intelligente ». Ces six critères se connectent avec les traditionnelles théories régionales et néoclassiques de la croissance et du développement urbain. Ils sont respectivement fondés sur les théories de la compétitivité régionale, l’économie des transports et des TIC, les ressources naturelles, les capitaux humains et sociaux, la qualité de vie et la participation des citoyens à la vie démocratique de la ville. La notion d'intelligence inclut ici les concepts d'efficience énergétique, d'habitat intelligent, de réseaux intelligents et de mobilité douce.
Pour Jean Bouinot, géographe professeur à l'université Paris 1 Panthéon-Sorbonne, la ville intelligente est aussi « celle qui sait à la fois attirer et retenir des entreprises employant de la main-d'œuvre hautement qualifiée ».

### La ville intelligente vectrice d'innovation et d'attractivité
Selon une étude de la Fédération des villes de France, les « performances » des services offerts par une ville peuvent se développer suivant trois axes: améliorer les services aux citoyens et leur accessibilité, maîtriser l’impact environnemental, repenser les modèles d’accès aux ressources. La ville doit optimiser l'usage de ses infrastructures (son capital physique), assurer la disponibilité et la qualité des services offerts par la municipalité et les citoyens (capital social) et promouvoir sa politique écologique (capital environnemental). Ces différents atouts concourent à l'attractivité des villes qui les mettent en œuvre.
Emmanuel Eveno, géographe et président de l'association Ville Internet, est nuancé sur l'intérêt de la notion de ville intelligente, qui lui semble encore très controversée en 2018. Le succès du terme, notamment dans son appellation initiale de smart city, lui semble comparable à celui des valleys (Cosmetic Valley, Aerospace Valley... inspirés de la Silicon Valley) ou des multiples labs (inspirés des fab labs du MIT) : des anglicismes valorisants et volontiers repris par les décideurs français. Il pointe également le fait que le terme est plutôt issu du monde économique que du monde académique, à l'instar de la creative class dont le géographe et aménageur Richard Florida a fait un fructueux fonds de commerce. Pour Eveno, les trois principaux points de définition de la ville intelligente sont « le recours et l’exploitation des mégadonnées, la modernisation voire la transformation des services urbains et l’affichage d’une volonté politique de s’appuyer sur la participation des habitants. » Il voit dans la diversité de ces points un potentiel d'éclatement pour la notion : chacun peut en effet être développé indépendamment par une ville. Une ville peut en effet ou recourir aux mégadonnées, ou moderniser ses services, ou être plus participative, sans forcément mener ces trois chantiers conjointement pour être qualifiée de pleinement « intelligente ». Il n'en reconnaît pas moins que la ville intelligente est un sujet de recherche légitime et qu'aucune « autre expression, aussi synthétique et attractive, puisse aujourd’hui s’imposer ».
Selon le rapport IHS Technology, il existera 88 villes intelligentes à travers le monde en 2025. Il y en avait 21 en 2013.

### Évolution de la «Smart City»
D'après une étude globale menée en 2017, la "Smart City" a suivi une évolution en trois temps : 
- La première concerne celle de sa naissance, encouragée par les stratégies commerciales des grandes compagnies technologiques (IBM, Cisco). La Ville Intelligente est popularisée dans les années 2010 par la société IBM au travers de sa campagne "Smart Cities Challenge". L'intérêt de ce nouveau modèle de ville était porté sur les grands systèmes urbaines (énergie, eau, transport) et la Ville Intelligente se centralisait sur les externalités positives qu'elle pouvait permettre par l'optimisation de ces systèmes (efficacité, amélioration des capacités de décisions ...).

- Par la suite, la "Smart City" intègre une dimension participative, elle devient "citoyenne". Les membres de l'action publique, les académiciens et universitaires se saisissent du terme, sa centralisation trop importante autour des aspects technologiques est critiquée, étant vue comme incomplète et inappropriées aux besoins des citoyens. Peu à peu, d'autres dimensions de la vie urbaine sont intégrés à la vision de la "Smart City" comme l'éducation, l'inclusion ou la gouvernance. Progressivement, les autorités locales se saisissent des outils numériques de la Ville Intelligente (open-data, portail interactif ...) pour s'adresser directement aux citoyens.

- Enfin, la dernière vague d'évolution de la "Smart City" est celle de la "consommation". Les entreprises de la Silicon Valley s'immiscent dans les usages de la Ville Intelligente au travers de plateformes numériques qui cherchent à leur permettre de se créer leur propre clientèle et à la fidéliser. L'omniprésence de la technologie dans l'ensemble des villes devient une porte d'entrée aisée pour ces nouvelles "start-up" qui, progressivement, vont modifier le paysage urbain du monde entier. Les entreprises utilisent la connexion digitale et les infrastructures technologiques des villes comme plateformes afin de distribuer leurs services à l'ensemble de leurs clients (taxi, restauration, livraisons ...). Peu à peu, ces compagnies vont s'affirmer et jouer un rôle important dans le contexte urbain, mettant sous pression les gouvernements locaux qui doivent tenter de trouver un équilibre entre les aspects positifs de ces implantations, et ceux plus négatifs.

## Enjeux

### Urbanisation et métropolisation
L'Union européenne (UE) a consacré des efforts constants à l'élaboration d'une stratégie pour parvenir à une croissance urbaine « intelligente » pour ses villes-régions métropolitaines. L'UE a élaboré une série de programmes dans le cadre du « programme numérique européen ». En 2010, elle a mis l'accent sur le renforcement de l'innovation et des investissements dans les services TIC pour améliorer les services publics et la qualité de vie.
Selon les estimations de l’ONU en 2019, deux personnes sur trois vivront en ville d’ici 2030. L’émergence des villes intelligentes s’inscrit aussi en réponse à ce problème d’urbanisation importante.

### Énergétiques et climatiques
Puisque les villes sont responsables de 2/3 des émissions de GES, la smart city doit suivre des stratégies d'atténuation aux changements climatiques. Il s'agit pour elle de réduire leur empreinte carbone. Afin de prendre en compte l'efficacité thermique des bâtiments, la mobilité mais aussi le stockage thermique et énergétique, les villes intelligentes doivent intégrer l'énergie comme variable de développement. S'il s'agit par exemple de tendre vers la sobriété énergétique, la ville intelligente peut en effet permettre d'observer, contrôler et réguler les distributions de flux énergétiques (gaz, électricité etc.) afin de répondre aux besoins des habitants et des entreprises. La ville intelligente doit également s'adapter aux changements climatiques par la prise en compte des stratégies de résilience.

### Données publiques et ouvertes
La maîtrise des données générées par les villes intelligentes, provenant des nombreux capteurs, objets connectés et applications déployées, est un des enjeux. Selon Antoine Courmont, directeur scientifique de la chaire "villes et numérique" de Sciences Po, la crise sanitaire et les mobilisations citoyennes entraînent un rééquilibrage du rapport de force en faveur de l’acteur public : « La donnée est devenue un gros enjeu de gouvernement des villes, alors qu’il n’y a pas si longtemps, elle était perçue comme un sujet purement technique. On constate, au Canada comme en France, une prise de conscience chez les élus de l’importance des données pour gouverner la ville »,.
La donnée ouverte (ou l'open-data) anonymisée concernant la collectivité peut ouvrir la concurrence sur les données au-delà des GAFAM, en donnant accès aux données de la ville à tous les développeurs d’applications qui peuvent alors concevoir de nouveaux services urbains, et donne la possibilité aux villes de demander la réciprocité aux entreprises privées,,.
À l'initiative de la région Île-de-France, l'application Île-de-France Mobilités, initialement dénommée Vianavigo, intègre les offres de covoiturage des différentes start-up présentes sur son territoire à ceux de la RATP et de la SNCF.
En 2016, Transdev, avec ses partenaires, La Fabrique des mobilités, OuiShare et la Caisse des Dépôts, a défini la plateforme Open Source et Open Data dénommée Catalogue, qui ambitionne de devenir une plateforme d’échange de données de transport public et privé du monde entier. « Il s’agit de créer une régie de données universelles où tous les acteurs privés et publics sont invités à déposer leurs informations non confidentielles, le Wikipedia de la mobilité, en quelque sorte… », précise Yann Leriche.

### Démocratie et participations citoyennes
Le concept de Smart Cities fonctionnera si les citoyens deviennent acteurs de la vie municipale et s’approprient les technologies,.
Une ville intelligente est mieux préparée à répondre aux défis qu’une ville qui entretient une relation seulement « transactionnelle » avec ses citoyens. Les fonctions des villes intelligentes sont développées pour gérer les différents flux urbains et permettre des réponses en temps réel aux demandes de services facilitant la vie dans les villes (tels les mégalopoles).
Les nouveaux services bénéficient en premier aux catégories sociales capables de se les approprier, lesquelles ne sont pas liées uniquement au revenu. Dans les années 2010, les villes intelligentes ne sont pas suffisamment inclusives, selon une critique faite par l'association citoyenne Vecam.
Pour Patrick Turmel, professeur de philosophie à l’Université Laval (Québec), Stéphane Roche, professeur titulaire de géographie et géomatique de l’Université Laval et Dominic Cliche, conseiller en éthique à la Commission de l’éthique en science et en technologie du gouvernement du Québec, l’ « une des grandes promesses de la ville intelligente est celle d’une gestion plus transparente de la chose publique, qui répond mieux et plus rapidement aux demandes, aux besoins et aux critiques des citoyens ». C'est pourquoi, pour Jean-François Barsoum, consultant délégué principal, Villes intelligentes chez IBM, la participation citoyenne est nécessaire pour garantir la légitimité des villes intelligentes. Cet enjeu démocratique recouvre deux problématiques : l’accessibilité des données personnelles par les usagers et la participation des citoyens à la prise de décision par le biais d’outils numériques. Certaines villes ont intégré ces questionnements démocratiques à leur stratégie de smart city. La ville de Montréal a, par exemple, ouvert un portail de données ouvertes accessibles et réutilisables par les particuliers et les entreprises afin qu'ils puissent concevoir des applications à destination des citoyens. De plus, certains arrondissements et municipalités de la ville consultent les citoyens par le biais d’application comme Budget citoyen qui permet à l’administration d’identifier précisément leurs besoins et de leur affecter un budget participatif. Pour Patrick Turmet, Stéphane Roche et Dominic Cliche, que pour être réellement démocratiques et représentatifs, ces démarches supposent toutefois que tous les citoyens puissent avoir accès à des outils numériques.

### Juridiques
Selon JB. Auby, le développement de la Ville intelligente fait face à un « chantier juridique ».
Un grand nombre de villes française, à la fois métropoles et villes moyennes, s'engagent sur le chemin de la Ville numérique, ou Ville intelligentetrois dimensions qui entraînent une métamorphose des infrastructures urbaines. D'un côté, les nouvelles techniques de l'information et de la communication génèrent le développement du haut et du bas débit dans le but d'assurer la liaison entre les différents objets connectés ; de l'autre, les mobilités sont une des premières cibles de ces nouveaux fonctionnements (système de stationnement en ligne, système de transports à la demande ...) ; et enfin, l'énergie devient un enjeu central pour ces Villes intelligentes qui cherchent à optimiser son utilisation par les innovations technologiques.
Cependant, l'ensemble de ces évolutions techniques vient questionner le fonctionnement juridique de notre droit de l'urbain tel qu'il existe actuellement. La Ville intelligente pose (et posera) plusieurs défis juridiques. Son utilisation conséquente de données vient nécessairement nous interroger sur la question de la protection de la vie privée, son haut niveau d'innovation semble en inadéquation avec les règles rigides du marché public actuel, le débat sur la voiture autonome a déjà été introduit avant même qu'elle n'existe dans notre quotidien, la mise en relation de parties du monde urbain organisées et régulées par des normes, des acteurs ou des fonctionnements différents viendra également poser problème.

## Économie
Le marché des villes intelligentes a d'abord connu une phase de forte croissance, tirée notamment par la volonté des municipalités de réduire leurs dépenses énergétiques (eau, électricité, etc.) par l'optimisation de la gestion des ressources. Selon un rapport du cabinet Grand View Research de 2016, le marché de la ville intelligente atteindra 1 400 milliards de dollars d'ici à 2020 (en croissance de 13,6 % par an de 2014 à 2020), et 3 300 milliards de dollars d'ici 2025 selon Frost&Sullivan.
IBM vend aux collectivités publiques et aux entreprises de réseaux urbains du matériel, des logiciels et des services pour gérer leurs infrastructures. EDF intervient sur les systèmes de gestion intelligente de réseaux d’énergie. Il est actif au Mexique, en Inde et en Chine. Veolia vend des services pour sécuriser la distribution d'eau potable, piloter la performance énergétique, optimiser la collecte des déchets grâce au numérique.
Selon un article de City Monitor, un journal spécialisé dans l'urbanisme, le marché de la ville intelligente pourrait être rapidement amené à décroître ou à « pivoter » en ce début de décennie 2020. Les auteurs avancent que les grands projets intégrant l'ensemble des aspects de la gestion municipale n'auraient plus le vent en poupe : seules 34 villes dans le monde auraient lancé un projet complet de smart city incluant un centre de commande centralisé en 2020, soit un retour au niveau de 2014 (31 villes concernées), et après un maximum de 77 villes équipées en 2018. Un autre symptôme de cette tendance serait que la plupart des grands acteurs initiaux comme Cisco auraient décidé de quitter ce marché, au profit des petites entreprises développant plutôt des produits ad hoc pour répondre à des problématiques de gestion urbaine très ciblées.

## Critiques

### Autour de la gouvernance numérique
« La ville est un phénomène total où se condensent l’économique et le social, le politique et le culturel, le technique et l’imaginaire et, partant, toute approche fractionnée qui privilégierait un domaine unique aux dépens des autres manquerait de pertinence », c’est ainsi que l’historien Jean-Luc Pinol décrit la ville dans un ouvrage consacré à l’histoire de l’Europe urbaine. Cette citation situe la critique en creux de la ville intelligente abordée sur le seul champ d'une solution technique ou autre aspect unitaire. Antoine Picon met en garde contre une gestion cybernétique de la ville résolument top-down. En effet, l’idée de piloter une ville, comme on piloterait un avion, à l’aide de la data s’oppose, selon lui, à la nature même des villes et nie une partie de sa réalité. Le concept et l’offre de ville intelligente sont utilisés dans la compétition entre métropoles pour se hisser dans le cercle des villes-monde. « cette tentative de différenciation par l’adhésion à un concept unique est un peu étonnante pour Daniel Kaplan : « en quoi un Paris “intelligent”, outillé par les technologies de l’information et informé par une masse de données numériques, sera-t-il différent du Tokyo, de l’Amsterdam, du Lyon ou du Châteauroux “malins”, dès lors qu’ils utiliseront les mêmes outils ? ».
Pour le philosophe Bernard Stiegler, le concept de ville intelligente tel que les anglo-saxons le définissent est invivable. Il préfère parler de ville à l'intelligence urbaine et collective. Selon lui, les outils numériques (algorithmes, capteurs de flux, etc.) devraient servir à argumenter et consolider les décisions des citoyens d'un territoire, et non pas décider à leur place. Le modèle de "responsive-city", ville dynamique qui intègre ses citoyens, semble prendre le pas sur celui de smart-city, il intègre l'habitant en tant que sujet humain, doté d'une opinion et de désirs, par opposition à un modèle qui ne ferait que traiter les données qu'il produit de façon active ou passive. Les données sont ainsi conçues comme l'élément charnière entre le citoyen et l'administration, responsable de la conception et de la gestion de la ville.
Les principaux arguments contre l’utilisation superficielle de ce concept dans le domaine politique sont les suivants[réf. à confirmer] :
- Un parti pris dans des intérêts stratégiques peut amener à ignorer des voies alternatives de développement urbain prometteur ;
- Le fait de se concentrer sur le concept de ville intelligente peut entraîner une sous-estimation des effets négatifs possibles découlant du développement des nouvelles infrastructures technologiques en réseau dont une ville a besoin pour devenir intelligente[réf. à confirmer][40],[41] ;
- Le risque d'imposer des solutions technologiques toutes faites, sans en penser leur intégration dans l'existant, menant à des villes censurées[42].

L’idée d’espaces urbains néolibéraux a été critiquée pour les risques encourus lorsque l’on compte sur les seules valeurs économiques comme vecteur de développement urbain.
Étant donné que les modèles d’entreprises sont fondés sur la mobilité du capital, suivre un modèle ainsi orienté peut entraîner un échec de la stratégie à long terme.

### L'utilisation des données
Les critiques portent aussi sur les dérives possibles des villes intelligentes concernant les données récoltées sur tout un chacun,,. Il s’agit d’une critique formulée par exemple par Patrick Turmel, professeur de philosophie à l’Université Laval (Québec), Stéphane Roche, professeur titulaire de géographie et géomatique de l’Université Laval et Dominic Cliche, conseiller en éthique à la Commission de l’éthique en science et en technologie du gouvernement du Québec. Ils affirment que, du fait de la sous-traitance de certains services à des acteurs privés, ces derniers ont accès à des « informations(s) précieuse(s) sur les préférences et les comportements des citoyens, sans leur consentement ». De la même manière, aux yeux des organisateurs des Big Brother Awards, les villes intelligentes constituent une grave violation de la vie privée des citoyens. D'après eux, « presque toutes ces données sont recueillies et utilisées sans que personne leur ait donné la permission. De plus, il est pratiquement impossible d’autoriser ceci, étant donné qu’il n'est pas clair de quelles données il s’agit exactement. Il est également difficile de savoir à quelles fins les données sont recueillies et utilisées. Les autorités locales énumèrent toutes sortes d'objectifs pour leurs initiatives de « villes intelligentes » : la publicité, le tourisme, la durabilité, la mobilité, le développement urbain ou la sécurité. Toutefois, il est difficile de savoir à quelles fins les informations seront finalement utilisées ».
Un autre problème soulevé est le manque de sécurité des réseaux et objets connectés qui vont se multiplier dans les villes. D'après Cesar Cerrudo, trop peu de villes intelligentes évaluent correctement la sécurité de leurs équipements, rendant ceux-ci facilement piratables.

### Les fractures numériques
Selon Valérie Peugeot, membre de la CNIL et présidente de l’association citoyenne Veille européenne et citoyenne sur les autoroutes de l’information et le multimédia (Vecam, crée en 1995), la ville intelligente dessine une ville à plusieurs vitesses et risque de creuser de nouvelles inégalités. Elle en appelle à une politique publique volontaire pour former des citoyens, de façon à ne pas laisser les plateformes numériques dicter leur loi. Il s'agirait d’abord de penser aux discontinuités territoriales entre le centre et les banlieues, à la transition écologique, aux populations fragiles… et ensuite se demander quel rôle peut jouer le numérique pour favoriser une ville qui serait inclusive. L’usage des services dématérialisés qui sont proposés nécessite un bagage cognitif, une sociabilité dont toute la population ne dispose pas encore. Émergerait donc le besoin d’une politique de service public, d'administrations évoluant en des lieux de médiation numérique, afin d’apprendre à leurs administrés à gérer leurs droits sur Internet. L'objectif serait de rendre transparent, ou au moins explicable, l’outil qui utilise leurs données et sur lequel peuvent s’appuyer des politiques publiques. Barcelone a créé un projet européen de partage des données urbaines, Decode, afin que les habitants soient directement associés aux données qu’ils produisent. En France, des initiatives vont dans ce sens, comme à Brest ou à Grenoble.
Sans régulation publique, il y a un risque que la ville, sa municipalité et ses citoyens soient dépossédés de l'organisation des services urbains et de leurs gestions. Pour les habitants, l’accès aux services passe de plus en plus par des applications proposées par des entreprises privées dans le cadre d'un écosystème fermé. Patrick Turmel, Stéphane Roche et Dominic Cliche craignent une « emprise du privé sur le public ». Il existerait, du fait de la sous-traitance de certains services à des acteurs privés, « la possibilité pour les entreprises responsables des solutions technologiques d’influencer l’orientation et les modalités des services publics ». Rob Kitchin, géographe irlandais, redoute une dépendance des acteurs publics urbains vis-à-vis des acteurs privés qui assurent le fonctionnement de services publics, via des outils numériques.

## Gestion technique
D'un point de vue technique, la ville intelligente est une ville de réseaux interconnectés et pilotés à distance par des logiciels de gestion centralisée. L’ensemble des infrastructures et services de la ville maillés par ces capteurs doivent être connectés à un réseau de télécommunications pour être contrôlés à distance, optimisés grâce à des outils numériques. Par ces moyens techniques, la gestion doit gagner en efficacité opérationnelle, permettre des économies de ressources et représenter un gain financier pour la ville et ses citoyens.
Un réseau de capteurs sans fil est une technologie spécifique qui aide à la création de villes intelligentes. Leur but est de créer un réseau réparti de noyaux de capteurs intelligents qui peuvent mesurer plusieurs paramètres intéressants pour une meilleure gestion de la ville. Toutes les données sont transmises en temps réel aux citoyens ou aux autorités concernés.
Par exemple, les citoyens peuvent surveiller le niveau de pollution dans chaque rue de la ville ou recevoir une alerte quand le niveau de radiations dépasse un certain seuil. Cela offre aussi la possibilité aux autorités d’optimiser l’irrigation des parcs ou l’éclairage de la ville. De plus, les fuites d’eau peuvent être facilement détectées, et des cartes dressant l’état de la pollution sonore peuvent être créées. Les poubelles peuvent aussi être plus intelligentes, des capteurs permettant de déclencher une alarme lorsqu’elles sont presque pleines. Les tournées de collectes peuvent être optimisées.
Le trafic routier peut être contrôlé pour modifier l’éclairage urbain de manière dynamique. De même, la circulation peut être réduite grâce à des systèmes détectant la place de parking la plus proche. Les automobilistes sont informés en temps réel et peuvent rejoindre rapidement une place libre, économisant ainsi du temps et du carburant. Tout cela réduit la pollution et les embouteillages tout en améliorant la qualité de vie.
De plus, des capteurs peuvent permettre aux autorités de la ville de contrôler en temps réel l'occupation des places de stationnement en dépassement sur de la zone bleue. Une première réalisation d'envergure (près de 300 capteurs) a été mise en service aux Mureaux en juin 2014, réalisation suivie par les villes du Touquet, du Havre, de Rozay-en-Brie, de Verrières-le-Buisson, de Calais, etc.. Les villes de Zoug (Suisse), Madrid, Vérone, Moscou, Courtrai (Belgique), Arezzo (Italie), New York, etc., ont également été équipées avec ces mêmes capteurs à raison de plusieurs milliers d'exemplaires pour tous types d'applications : emplacements type « arrêts-minutes » (« Shop & Go » en Belgique), optimisation du stationnement payant, guidage dynamique de voirie, parkings de poids lourds aux entrées des villes, contrôle des dépose-minutes (gares), surveillance des places spécifiques(PMR, Livraisons, Ambulance, Pompiers, Police, etc.).
Le véhicule autonome aura son rôle à jouer au sein des villes intelligentes (voiture individuelle, navettes autonomes expérimentées à Rouen ou Saclay) en permettant de réduire le trafic. L’intelligence artificielle contrôlera les règles de circulation, vitesse et respect de la signalisation.

## Situation en Europe
En janvier 2014, la commission « Industrie, recherche et énergie » du Parlement européen a publié l'étude Mapping Smart cities in the EU. Inscrite dans le contexte de la stratégie Europe 2020, cette étude a passé au crible les 468 villes européennes de 100 000 habitants ou plus afin de les classer selon une échelle à quatre niveaux de maturité des villes intelligentes, sur base de leur situation en 2011 :
- niveau 1 : la ville dispose d'une politique ou d'une stratégie de ville intelligente, ce qui suffit selon le rapport à la classer comme ville intelligente ;
- niveau 2 : en plus du niveau 1, la ville s'appuie pour sa politique ou sa stratégie sur une planification ou une vision ;
- niveau 3 : en plus des niveaux précédents, des initiatives pilotes de ville intelligente sont implémentées ;
- niveau 4 : en plus des niveaux précédents, une initiative de ville intelligente au moins a été complètement lancée ou mise en place.

Au total, selon l'étude du Parlement européen : 
- 240 villes européennes de 100 000 habitants ou plus atteignent le niveau 1 et sont donc identifiées comme villes intelligentes[56] ;
- 6 villes se distinguent par leur niveau de maturité le plus élevé : Amsterdam, Barcelone, Copenhague, Helsinki, Manchester et Vienne[57].

Plus en détail, l'étude identifie comme villes intelligentes :
- 43 % des villes européennes de 100 000 à 200 000 habitants ;
- Près de 90 % des villes européennes de plus de 500 000 habitants.

## Expérimentations
Le terme de ville intelligente a été utilisé ou revendiqué dans plusieurs cas, dont les exemples suivants.

### En Europe

#### Espagne
- Pontevedra est une ville pionnière en matière de piétonisation. Un projet global axé sur l'écologie, les parcours scolaires, le compostage et la piétonisation, entre autres, a permis de réduire les émissions de CO2 depuis 1999 de 61 %[réf. nécessaire].
- SmartSantander, probablement le plus gros réseau de capteurs sans fil du monde. Pour le moment, 1100 capteurs sans fil de la société Libelium sont installés, 400 mesurent les places de parking et 700 contrôlent des paramètres environnementaux comme le bruit, le Monoxyde de carbone, la température ou la lumière du soleil.

#### Allemagne
Même si l’Allemagne reste le moteur économique de l’Europe, elle n’est pas le pays leader en matière de transformation numérique et de développement de la ville intelligente. On relève par exemple le taux de pénétration de la fibre de verre concernant les lignes à haut débits fixes qui s’élevait à 2,3% en Allemagne, contre 12,5% en France ou encore 76,7% au Japon. Néanmoins, les questions de « smart city » intéressent ce pays de manière croissante et on constate la mise en place de nombreux projets sur tout le territoire et plus de 640 projets seraient très avancés.
On peut citer les villes de Reutlingen et de Chemnitz qui prennent part au projet de recherche « Smart Urban Services » instauré par le Ministère fédéral allemand de l’Education et de la Recherche. A Reutlingen, dans le Bade-Wurtemberg, un réseau de capteurs a été installé dans le centre-ville pour mieux gérer le flux de trafic et la propreté dans la ville. A Chemnitz, en Saxe, le projet cherche plutôt à enregistrer les mouvements dans la ville grâce à des capteurs Bluetooth mis sur des lampadaires et feux de circulation. Une application permet également aux usagers de la ville de faire des suggestions et de noter le confort de mobilité.
A Berlin, on peut mentionner l’initiative Lisa qui désigne le système centralisé des canalisations de la capitale. Il s’agit d’une salle de contrôle automatisée implantée dans le quartier de Friedrichschain. La modernisation du réseau, débutée il y a vingt ans, permet aujourd’hui grâce aux capteurs d’éviter des pertes considérables. Cisco systems a par ailleurs choisi cette ville pour y installer un de ses six centres mondiaux de l’innovation. Berlin s’impose progressivement parmi les smart cities européennes.
À Hambourg, le projet « SmartPort » est une déclinaison particulière de la « smart city », propre à la forte activité portuaire de la ville. Grâce à environ 90 capteurs mis en place dans le port, la circulation est surveillée en permanence, relayant les informations au Port Road Management Center qui est le centre de commandement du port. Ce système est combiné à une application anti-bouchons qui informe les chauffeurs de poids lourds, en temps réel, sur l’heure d’arrivée des navires et des voies à emprunter. Les deux systèmes permettent une réelle optimisation dans la gestion des flux, ce qui est crucial dans la mesure où le port de Hambourg voit transiter chaque année près de 9 millions de conteneurs et que ce dernier est amené à augmenter considérablement dans les années à venir. D’autres projets innovants doivent être développés dans le cadre d’une coopération conclue avec Cisco Systems.
Le gouvernement fédéral allemand a par ailleurs mis en place en 2016 une plate-forme nationale de dialogue pour permettre à des experts d’échanger autour de « la smart city ». Environ 70 experts des villes, districts, municipalités et autres organisations peuvent discuter pour faire face aux nombreux défis qui surgissent en matière de développement urbain durable et intégré.

#### Royaume-Uni
Le Royaume-Uni s’impose de manière croissante dans l’écosystème des villes intelligentes. Il occupe une position centrale dans le développement des villes intelligentes à l’échelle internationale. Parmi les 240 smart cities recensées en Europe en 2014, 38 sont situées au Royaume-Uni, soit près de 16%  De nombreux projets émergent un peu partout sur le territoire, comme le montrent les exemples ci-dessous. La volonté de renforcer les infrastructures numériques et d’’impliquer les citoyens dans la gestion villes incite le pays à développer fortement ces réseaux de "smart cities".  Selon un rapport réalisé en mai 2016 par Navigeant Research, un cabinet de conseil spécialisé dans les nouvelles technologies, Londres et Bristol sont en tête des villes intelligentes britanniques, suivies de Birmingham, Glasgow et Manchester.
Londres a rejoint depuis janvier 2016 le programme européen « Smart Cities Lighthouse » qui comprend une enveloppe de 25 millions d’euros afin d’accompagner les projets de villes intelligentes. Le projet Catapult, développé par ailleurs depuis 2013 au centre de la capitale vise à regrouper les acteurs du domaine et à favoriser ainsi l’innovation et la mise en place de nouveaux projets Londres met principalement en place des mesures en faveur du contrôle de la circulation. Le classement des villes les plus « intelligentes » et « durables Index Cities in Motion, classe d’ailleurs Londres parmi les espaces les plus performants. La capitale se distingue particulièrement par sa gouvernance, ses excellents résultats en termes de mobilité et de transports et d’équipements technologiques. De nombreux projets sont actuellement en cours de développement à Londres, soutenus notamment par la feuille de route « Smarter London Together », publiée en 2018 et qui prévoit le respect de normes et principes conceptuels pour les services numériques instaurés dans la capitale.
Bristol développe de nombreux projets orientés vers les innovations au service de la ville. Le projet Bristol is Open, supporté par l’Université de Bristol et le conseil municipal de Bristol cherche à améliorer la qualité de vie des citoyens grâce à l’emploi de la technologie urbaine.
À Glasgow, le projet Future City Glasgow comporte de nombreuses facettes et vise à améliorer surtout la gestion de la circulation et de la sécurité publique grâce à l’utilisation de données et d’analyses vidéo. L’implication citoyenne passe en outre par le déploiement de l’application My Glasgow pour permettre aux utilisateurs d’échanger et d’interagir avec les différents services de la ville en renseignant les problèmes potentiellement rencontrés ou des remarques.

#### France
En mars 2016 Le CGDD a publié une étude « Villes intelligentes, « smart », agiles : Enjeux et stratégies de collectivités françaises » qui conclut à deux objectifs partagés par les collectivités impliquées :
1. « une opportunité de développement économique local (attractivité, diversification vers de nouvelles filières, relance économique, internationalisation) » ;
2. « une approche plus servicielle, d’optimisation des réseaux urbains pour une ville facile, fluide, à haute qualité de vie et accessible pour tous (habitants, travailleurs, touristes). ».

Mi-2016, un Livre blanc sur « Le numérique et la ville » écrit par trois pôles de compétitivité franciliens (Advancity, Cap Digital et Systematic Paris-Region, qui ensemble représentent « plus de 1 500 entreprises et 200 établissements d’enseignement supérieur et de recherche ») propose aux entreprises et collectivités six « recommandations » en faveur de la « ville numérique » : « faciliter la mutualisation des données et garantir la continuité de leur traitement, encourager le déploiement de services connectés en ville et faire de la pédagogie sur les usages innovants, soutenir les passerelles entre acteurs publics et jeunes pousses ou répondre aux besoins croissants de haut-débit… ».
Selon une enquête de l’opérateur M2OCity auprès de collectivités françaises, « pour 60 % des répondants, l’objectif est de renforcer la communication et le lien avec les administrés. Puis vient la nécessité d’assurer l’attractivité du territoire (47 %), de développer de nouveaux services (46 %), de mettre en œuvre des démarches durables (39 %) et, enfin, de réduire les coûts de gestion des communes (35 %). On[Qui ?] apprend aussi que les stratégies de smart cities sont pensées de façon globale sur au moins cinq des domaines suivants : services publics dématérialisés (74 %), éclairage public (62 %), transport (61 %), pilotage des bâtiments (54 %), parking (54 %), sécurité (53 %), eau (39 %), déchets (29 %) et nouvelles énergies (29 %). »
Parmi les opérations expérimentales figurent :
- Lyon Smart City[73] , après une expérimentation menée en 2013 sous le nom d'Optimod'Lyon, centrée sur les mobilités intelligentes[74], expérience peu fructueuse car plombée par une application de suivi emplie de bugs et peu érgonomique[75] ;
- Rennes et sa métropole (Ille-et-Vilaine) : la première collectivité française à ouvrir ses données publiques dès 2010 avec l'Open Data (membre d'OpenDataFrance)[76]. Depuis 2014, Rennes Grid[77] teste l’autoconsommation mutualisée à l’échelle d’un quartier[78], Open energy data y amorce l’élaboration participative de données collectives de consommations électriques de foyers habitant dans l’agglomération rennaise ;
- le Campus de l'USTL (université de Lille/Villeneuve d'Ascq) en association avec la mise en place en 2013, d'une Chaire Industrielle Réseaux Urbains Intelligent[79] ;
- Issy-les-Moulineaux, ville innovante[80] : plusieurs projets d'expérimentation notamment en matière énergétique (IssyGrid) et de mobilité (So Mobility[81]) sont mis en place par la Ville en partenariat avec des acteurs privées[82].
- Le thème proposé pour Europan 12 et 13 de « la ville adaptable »[83] pour le concours européen d'urbanisme[84],[85], adaptation à la nécessité d’un développement plus durable, a permis une réflexion sur de nombreuses villes françaises (Marseille[86], Paris, Rouen...).
- Eurométropole de Strasbourg, qui a développé, en août 2015, son troisième écoquartier centré sur la gestion énergétique et hydrique, la valorisation des déchets ainsi que la mobilité durable[87].

- Angers s’est lancé dans un vaste projet à l’échelle de son agglomération sur douze ans. Une perspective et une finalité ont été définies par la municipalité « accélérer la transition énergétique tout en rendant l’action publique plus efficace et moins coûteuse pour la collectivité ». Pour ce faire il est prévu un déploiement de 50 000 capteurs et d'un hyperviseur pour la gestion centralisée[88].
- Paris, un système connecté permet à la régie municipale de relever la consommation d’eau des immeubles. Cela permet notamment de repérer plus facilement des fuites dans le réseau et de faire ainsi des économies[89].
- Dijon avec 'OnDijon' : une démarche innovante qui doit permettre de piloter de manière connectée de nombreux services de la ville comme les feux de circulation, la vidéoprotection, l’éclairage ou encore le service de voirie[90]. Le budget consacré s’élève à 103 millions d’euros [91] et l’objectif est de générer à terme des économies importantes qui pourront être réinjectées dans de nouveaux services numériques. Le 11 avril 2019 est inauguré un post de commandement unique qui permet la gestion centralisée de l'espace public et de l'ensemble des équipements urbains connectés des 24 communes composant le territoire de Dijon Métropole[92].
- Montpellier a mis en place une un système de capteurs dans le sol afin de connaître l’humidité. Cette expérimentation devrait permettre de connaître les besoins en termes d’arrosage et d’adapter les quantités d’eau en conséquence. Le service pourrait être proposé par la suite aux habitants[93]

Le journal Le Monde a organisé en avril 2016 un « prix de l’innovation urbaine Le Monde - Smart Cities » mettant en lumière les projets de 14 lauréats francophones.
En septembre 2016, la Caisse des Dépôts publie un guide intitulé « Smart city versus stupid village ? » à l'intention des maires de communes de taille moyenne. Imaginé avec l'Assemblée des Communautés de France et l’Association des Petites Villes de France, le rapport dresse l'état des lieux des tendances actuels et dresse des recommandations. Ce rapport souligne l'intérêt de la transition numérique comme un moyen d'innover et d'optimiser les services publics tels l'éclairage public, la mobilité, l'assainissement ou bien le stationnement.
Par ailleurs, le Plan « France Très Haut Débit » devrait couvrir d’ici 2022 l’ensemble du territoire français et mobilise de nombreux acteurs privés et publics. Représentant un investissement de 20 milliards d’euros, ce plan doit permettre de faciliter le déploiement de villes intelligente dans tout le pays.

#### Suisse
La Suisse mène une politique innovante concernant les « smart cities ». Elle développe depuis 2012 le projet « Smart City Suisse » instauré par l’Office fédéral de l’Energie. Il fédère l’ensemble des universités, des hautes écoles suisses ainsi que des entreprises et administrations publiques pour repenser l’environnement urbain à travers la valorisation des nouvelles technologies de l’information et de la communication. Ce programme regroupe cinq projets visant à changer la manière de vivre dans les espaces urbains.
La ville de Genève est davantage désignée par le terme de «smart canton ». Le projet ne se limite en effet pas aux frontières de la ville mais vise l’ensemble du canton genevois. On peut citer dans un premier temps l’initiative des capteurs intelligents de stationnement, positionnés sur des place de parc du centre, ils permettent de transmettre des données en temps réel en matière de stationnement. Il est prévu dans un second temps de déposer d’autres capteurs dans des quartiers où le stationnement pose problème. L’objectif final est d’obtenir un maillage précis concernant le stationnement et la circulation au centre-ville. Une autre expérience chercher à modéliser le bruit routier en milieu urbain. Environ un millier de capteurs vont être installés pour évaluer l’impact des modifications de l’environnement sur le bruit. Cela pourra faire émerger de nouvelles politiques en matière d’aménagement ou de règlementation comme la limitation de la vitesse maximale autorisée dans certains quartiers ou la pose d’un autre revêtement sur les bâtiments par exemple.
Zurich déploie quant à elle une infrastructure, nommée loT, en collaboration avec la start-up suisse Akenza et Microsoft afin de déployer ses applications dans le domaine de la ville intelligente. Le but est d’utiliser les capacités du cloud de Microsoft pour stocker et analyser les données récoltées, pour améliorer la sécurité des bâtiments et de la qualité de vie de la population. Le système de gestion intelligent de bâtiments est aussi mis en place dans la ville depuis 2015. Plusieurs immeubles sont équipés de systèmes interconnectés permettant une gestion automatique et intelligente du chauffage, du refroidissement des bâtiments ou encore de l’électricité.
Les villes de Pully et Montreux ont par ailleurs commencé une collaboration avec Swisscom en 2015 pour la première et 2016 pour la seconde, afin de mieux gérer la mobilité. L’instauration d’une collecte de données des téléphones mobiles dans la ville de Pully doit permettre une meilleure compréhension des comportements des citoyens. L’objectif est là encore d’optimiser le trafic au centre-ville en analysant les habitudes des usagers, les modes de transports privilégiés, la fréquence et les horaires.

#### Pays-Bas
Les Pays-Bas représentent un pays pionnier dans le domaine de l’urbanisme et de la mise en place de villes intelligentes. On recense près de 60 villes néerlandaises qui développent actuellement des expériences, projets et initiatives appuyées sur les nouvelles technologies de l’information et de la communication.
- Amsterdam a adopté dès 2009 une stratégie pour déployer des initiatives connectées et améliorer ainsi la vie des citoyens. La capitale a d’ailleurs été désignée capitale européenne de l’innovation par la Commission européenne[103]. Amsterdam Smart City[104] est un projet de la ville lancé en 2009 et complété par le plan Structural Vision 2040 pour que « les infrastructures et solutions technologiques et sociales facilitent et accélèrent le développement économique durable »[105]. La plateforme de coopération Amsterdam Smart City cherche à rassembler différents acteurs du secteur public et privé afin de coconstruire la ville intelligente. L’espace urbain est alors conçu comme un laboratoire d’innovations qui expérimente de nouveaux modes de technologies et d’innovation dans un but d’amélioration de la vie des usagers[106]. La plateforme a créé un tissu actif regroupant plus d’une centaine de partenaires qui portent globalement près de 70 projets innovants[103]. Elle s’appuie sur la base de données ouverte « City data Amsterdam » comprenant des données de santé, des données topographiques, des informations au sujet de la valeur foncière ou encore sur le trafic. Concernant l’allocation du budget de la première phase (2009-2011), 20% provenaient de la municipalité, 40% des fonds européens (FEDER) et 40% des partenaires privés[106].

Parmi les propositions concrétisées, on peut citer l’installation de compteurs intelligents qui permettent aux habitants de mesurer en temps réel leur consommation d’énergie. D’autre part, le déploiement de Smart Work centers en partenariat avec le groupe CISCO Business Solution Group correspond à des lieux de travail dans des espaces temporaires, rapprochés des lieux d’habitation et répartis dans la ville, la mise en relation passant par un outil numérique. On remarque ainsi que l’introduction des nouvelles technologies incite le développement de nouveaux partenariats entre les acteurs publics et les acteurs privés et contribue à l’entrée de nouveaux acteurs dans tous les processus de la fabrique de l’urbain.

#### Finlande
À Helsinki, la ville intelligente est à hauteur de citoyen. En matière de développement urbain, la capitale finlandaise a trouvé sa voie entre le tout-technologique et le tout-participatif en expérimentant une plate-forme de coopération et d’innovation pour la ville, les acteurs économiques et les citoyens.

#### Malte
- Ville intelligente de Malte (en)[Quoi ?] : projet de Smart City en cours depuis 2007 à Kalkara, dans le Sud du pays. Le projet a été remodelé en 2018.

### Au Proche-Orient
- Dubaï SmartCity[109] : Le projet Smart Dubaï a été lancé en 2014. L'émir de Dubaï Sheikh Mohammed ben Rachid Al Maktouma déclaré « notre stratégie [a pour objectif de transformer] Dubaï en la ville la plus intelligente au monde. »[110]. Pour devenir une vile intelligente, la ville favorise les collaborations entre le secteur public et privé dans différents domaines : économie, gouvernement, environnement, mode de vie et transport. On trouve au cœur du programme Smart City de Dubaï l’objectif de maximisation du bonheur et du bien-être des habitants par la mise à disposition de solutions intelligentes. Ces dernières leur sont proposées afin qu'ils gagnent du temps dans les tâches du quotidien. Ainsi, Smart Dubaï a développé le service DubaïNow pour permettre aux usager un accès numérique à plus de 120 services gouvernementaux et privés[111]. Les habitants peuvent ainsi payer leurs impôts, leur essence ou encore renouveler l’immatriculation de leur véhicule en ligne. Les administrations sont également passées au tout numérique puisque dès lancement du projet l’idée était, à partir de 2021, de supprimer l’usage du papier dans toutes les procédures gouvernementales. Par ailleurs, Dubaï a également investi la question des transports. La smart city cherche à développer des véhicules autonomes et des voitures volantes[112] afin de limiter la congestion sur les routes. L’autorité des routes et transports à Dubaï (RTA) a annoncé que ces véhicules volants seraient mis en circulation pour le transport de passagers dès l’été 2022. Enfin, la technologie est également mise au service de la sécurité urbaine à travers le déploiement de «robot cops». À Dubaï, l'objectif des autorités est qu’un officier de police sur quatre soit un robot d'ici 2030[113].

- Pour l’Exposition universelle de 2020, un quartier de Dubaï a été équipé de 200 000 capteurs et de 15 000 caméras. Un système centralisé permet d’en analyser les données et de piloter les grandes fonctions urbaines : les réseaux, les infrastructures ou la sécurité. 137 bâtiments, les parkings, les entrées et les sorties du quartier sont supervisés[114].

- Dubai Internet City (Dubaï)[115];
- Masdar (écoville « intelligente » en construction dans le désert d'Abou Dabi).
- Projet "Neom" en Arabie Saoudite
- Smart Village au Caire (Égypte)[116] ;

### En Asie

#### Japon
Les projets dits de villes et de quartiers intelligents sont en multiplication depuis les années 2010. Cet intérêt est notamment dû à la crise provoquée par le séisme de 2011 de la côte Pacifique du Tōhoku, ayant conduit à de multiples points du territoire à des pannes électriques plus ou moins étendues et prolongées, aggravées par la mise hors service des centrales nucléaires. De ce fait, les villes intelligentes japonaises développent particulièrement des réseaux électriques intelligents pour augmenter leur résilience face à ce type de déstabilisations. Outre les risques naturels, la ville intelligente est aussi représentée comme un moyen d'adaptation face au vieillissement de la population japonaise et au réchauffement climatique. Au vu de ces potentialités, le modèle japonais en matière de villes intelligentes est caractérisé par l'implication étatique, en partenariat avec les collectivités et les grandes entreprises privées. A travers ces dernières, la ville intelligente japonaise est en outre un modèle qui s'exporte, sous la forme de partenariats noués à l'étranger, comme au sein de Lyon Confluence en France avec l'implication de Toshiba.

#### Taiwan
Taipei (Taïwan) a établi en 2016 un bureau de supervision de son projet "Ville intelligente" pour renforcer celui-ci. Il consiste à lancer de nombreuses initiatives partenariales entre le secteur public et privé, comme des programmes informatiques permettant à des véhicules aériens sans pilote de collecter des portions d'eau des réservoirs de la ville, ou le développement de capteurs permettant de fournir aux habitants des mesures et données en matière de la qualité de l'air, humidité et température.

#### Inde
Cochin est une des vingt premières villes indiennes sélectionnées au sein de la Mission Smart Cities du gouvernement indien. Cochin Smart Mission Limited (CSML) y développe un service de e-santé à l'échelle de la ville.

#### Corée du Sud
Songdo est un nouveau quartier ultra-connecté de la ville d’Incheon, se situant à 65 km de la capitale sud-coréenne, vers l’ouest/sud-ouest.

### En Amérique

#### États-Unis
La ville de Pittsburgh, aux États-Unis, se présente comme une ville intelligente du fait de son système de transport, avec une gestion des feux de signalisation intelligente et le développement de voitures autonomes.

#### Canada
À Toronto, en 2018, Sidewalk Labs, société sœur de Google, remporte l'appel d'offre pour transformer le quartier en friche de Quayside en laboratoire de la ville intelligente du futur. Le projet soulève l'opposition d'une partie des habitants ; à la tête de cette contestation, l'activiste Bianca Wylie souhaite une gouvernance numérique encadrée par les citoyens. En 2020, Google abandonne son projet. La société invoque la crise économique liée à la pandémie de Covid-19 pour abandonner ses plans controversés de quartier futuriste dans la métropole canadienne.

#### Chili
Gran Concepción est la deuxième agglomération la plus peuplée du Chili. Le projet "Smart City Gran Concepción" cherche à implémenter des méthodologies d'innovation ouverte pour l'utilisation de solutions technologiques dans les services municipaux. Ce projet a pour ambition de servir de modèle au développement d'autres Smart Cities au Chili. Il a commencé en janvier 2014,.

#### Mexique
Guadalajara a mis en place différents projets de grande ampleur. Le projet "Ciudad Creativa Digital" a été lancé en 2010 par le gouvernement fédéral et concerne 43 hectares du centre historique de la ville. Le projet "Escudo Urbano C5" est un projet sur la sécurité qui consiste en plus de 8 000 caméras et capteurs reliés à une plateforme technologique intelligente pour aider à la prise de décisions.

### En Afrique
Une large majorité des projets de "villes intelligentes" construites en Afrique par la Chine le sont à l’initiative de Huawei qui, en mai 2018, a lancé un fonds de 1,5 Md USD pour soutenir le développement des « villes intelligentes » sur le continent. À Abidjan (Côte d’Ivoire), Gaborone (Botswana), Accra (Ghana) ou encore Lusaka (Zambie), entre autres, ces projets sont labélisés « safe city ».

#### Tunisie
Tunisian Smart Cities est une initiative qui a été lancée dans le cadre du programme national de Smart City.
Lancées dans quelques villes tunisiennes telles que Tunis, Bizerte et Gabes.

#### Égypte
En 2015, l'Égypte entreprend la construction d'une capitale administrative pour que la capitale Le Caire respire un peu. Présentée comme ville intelligente par ses promoteurs
« la cité idéale du XXIe siècle » est « douze fois plus étendue que Manhattan et sept fois plus que Paris intra-muros ». « est située à 50 km du Caire, sur 700 km2 entre les quartiers Est du Caire et l’entrée du canal de Suez ».

#### Afrique du Sud
Plusieurs projets de villes intelligentes ont émergé ces dernières années dans les différentes provinces du pays. Le président sud-africain Cyril Ramaphosa estime que la smart city peut être un levier de dynamisme économique dans le cadre du plan de relance du gouvernement. Dans un discours au Parlement du Cap, le 13 février 2020, il a ainsi mis en avant sa volonté de créer une « smart city » en banlieue nord de Johannesburg, dans la ville de Lanseria. Le projet, imaginé dès 2007, a été pensé dans l’idée de créer la première ville sud-africaine à proximité d’un aéroport. Resté quelque peu à l’état de projet, Lanseria Smart City a fait son retour dans le débat public lors du discours du président. Le Department of Human Settlements de la province de Gauteng est chargée de l’aménagement du projet. Il inclut également un quartier d’affaires, Lanseria Business District, aménagé en partenariat avec la Public Invest Corporation (PIC). Le projet est une initiative conjointe du Gouvernement, du Bureau du Premier Ministre de Gauteng, des Villes de Tshwane, Johannesburg et Mogale. Les aménageurs s’attendent à une forte croissance résidentielle dans les quartiers environnants.
La ville a été pensée en complémentarité avec l’environnement naturel du site pour limiter l’impact environnemental du projet. La ville sera ainsi dotée d’un système de collecte des eaux de pluie et d’énergie solaire pour limiter l’empreinte carbone. Aussi, un accent important a été porté sur la limitation de l’utilisation de la voiture à travers une offre de transports en commun développée et des dispositifs de mobilité douce encouragés. Les commerces, écoles et lieux de travail seront accessibles entre cinq et dix minutes à pied pour les habitants. Le Greater Lanseria Master Plan (GLMP) détaille également les nouvelles technologies de l’information et de la communication qui seront déployés dans la ville, dont notamment une connexion 5G accessible dans toute la ville. Enfin, la ville ambitionne de développer une application pour les habitants, qui pourra permettre la consommation de biens dans les commerces de la ville ou l’identification d’un problème.

## Concept de «ville éponge» (Sponge city)
Si la smart city semble prendre en compte des risques climatiques et est censée permettre d'optimiser les services publics, la gestion de l'eau semble absente de ces compétences. La ville éponge répond en ce sens au vide créé par cette absence de prise en compte de la résilience urbaine. La gestion des inondations urbaines, des ilots de chaleur urbain et surtout l'approvisionnement en eau sont par pris en compte par le concept de ville éponge. Comme la smart city, la ville éponge est fondée sur la mobilisation d'infrastructures numériques mais aussi physiques afin de permettre la réutilisation des eaux de pluie.

## Concept de «ville sûre» (Safe city)
On assiste à l’émergence du marché de la « ville sûre », où l’équilibre entre libertés et sécurité est en tension.
Huawei développe et commercialise, à partir de son expérience en Chine, son concept de « ville sûre », une extension de la ville intelligente. Elle repose sur un déploiement de caméras de surveillances connectées au réseau de télécommunications et des applications d'intelligence artificielle, dont la reconnaissance faciale qui est centrale pour le système. Ces techniques combinées peuvent mener à un contrôle social très développé mettant en péril les libertés individuelles, par la notation sociale, base d'un système de crédit social, le « pilori » numérique sur écran d'affichage, etc. La nocivité effective des villes sûres est totalement dépendante des autorités et met en alerte les associations de défense des droits humains,.
En 2014, Huawei a offert à l'Ouganda 20 caméras de surveillance équipées de technologies de reconnaissance faciale d’une valeur de 702 000 euros. Les autorités ougandaises ont, par la suite, attribué à Huawei déjà fournisseur de son réseau de télécommunications, un marché de caméras de surveillance. Ces outils de surveillance permettent de renforcer l'appareil répressif de l'état. Les pouvoirs en place ont recouru à la société chinoise Huawei pour déployer ces systèmes de « safe city ». Les images permettent une reconnaissance faciale et sont transmises en temps réel aux services de sécurité,.
En France, la mairie de Valenciennes s'est laissé séduire par un cadeau de l'équipementier Huawei pouvant représenter 2 millions d'euros, à charge pour la municipalité d'en définir son usage. Huawei a ainsi pu y expérimenter librement son système de « caméras intelligentes » grâce à un accord passé avec le maire Jean-Louis Borloo ; quelques années plus tard, celui-ci a été nommé au conseil d'administration de Huawei France. D'autres municipalités (Nice, Marseille, Saint-Étienne, Toulouse ...) se laissent convaincre en 2019-2020 par les industriels de la sécurité dont Thales, Engie Ineo, Ercom, Idemia, Anyvision qui voient un marché à conquérir.
Ces expériences et possibles extensions en France, ou en Europe doivent être en conformité avec les constitutions et les règles du RGPD, et contrôlés par les autorités indépendantes telle la Commission nationale informatique et liberté française. À défaut, une société de surveillance se mettrait en place
Les libertés individuelles et le respect de la vie privée peuvent être oubliés dans le développement des villes intelligentes ou des villes sûres. Par la collecte importante de données de Google, Amazon, Facebook, Apple, Microsoft, mais aussi Uber, Airbnb et autres plateformes numériques, les industriels de la donnée ont établi de nouveaux rapports de force. Cette masse grandissante de données renouvelle les possibilités de surveillance dans l’espace urbain, ce qui inquiète la CNIL.

## Concept de «Village intelligent» (smart village)

### Définition
Il existe un pendant rural au concept de ville intelligente. La notion de « village intelligent » ou « smart village » apparaît au milieu des années 2010 en France après avoir été adoptée pour la transition numérique dans certains pays comme le Rwanda où un programme ambitieux est mené. Ce principe repose sur une multitude d'initiatives locales. Néanmoins, le débat autour de cet outil se généralise avec l'affirmation lors du Forum RéaliTIC de 2020 d'une volonté nationale de faire du numérique une opportunité économique, sociale et environnementale pour les territoires ruraux.
Depuis la conférence pour "Pour une vie meilleure en milieu rural" (déclaration de Corck) en 1996, l'UE considère que les villages ruraux ont des faiblesses mais surtout des potentialités à exploiter. Un « Plan d’action de l’UE pour les Smart Villages » (Villages Intelligents) est donc mis en œuvre en 2017. En février 2019, une définition opérationnelle de la notion est développée par les instances de l'Union Européenne (UE), en particulier par le réseau européen pour le développement rural (ENRD) fondé en 2008 par la Direction Générale de l’Agriculture et du développement rural de la Commission européenne (DG AGRI). Cette définition est opérationnelle et permet à l'UE de promouvoir le concept de village intelligent :
« Les villages intelligents sont des communautés de zones rurales qui utilisent des solutions innovantes pour améliorer leur résilience, en tirant parti des atouts et des opportunités locales».
De manière générale, la notion de Smart Village consiste en la mise en œuvre de solutions pratiques par les habitants des milieux ruraux pour les inconvénients mais aussi les opportunités inhérents leur territoire. Le numérique est une solution parmi d’autres pour faire l’ « intelligence » du village et de ses solutions. Il s’agit avant tout d’utiliser cette technologie pour penser le territoire au-delà du village et créer de nouveaux liens. Les villages intelligents s’inscrivent dans une démarche de soutien à l’activité locale, au maintien des services et à la préservation de l’environnement grâce à des solutions numériques comme des plateformes de commerce en ligne, du téléservice ou encore la gouvernance électronique. Les villages intelligents ont cinq objectifs : répondre aux évolutions démographiques notamment au dépeuplement ; mettre en œuvre des services publics numériques ; créer des liens plus forts avec les petites villes ; faire des zones rurales les têtes de file de la transition vers une économie circulaire et à faible intensité carbone ; promouvoir la transformation numérique des zones rurales .

### Limites
Cependant, la notion de « village intelligent » présente des limites. Certaines sont les mêmes que pour la notion de ville intelligente, mais d'autres sont plus spécifiques.
- D’abord, un grand nombre de territoires ruraux ne disposent pas encore des infrastructures numériques qui leur permettent de créer un « village intelligent ». Ainsi, selon une enquête réalisée par le CREDOC, « 53% seulement des individus interrogés habitant une commune rurale indiquent avoir une connexion internet suffisante pour des usages vidéo[167]. Les villages intelligents risquent donc d'encourager la création d'infrastructures numériques comme les équipements numériques, le déploiement de la 5G ou la mise en place de la fibre optique, qui ont un fort impact environnemental[168].

- De plus, la mise en œuvre de services numériques dans les territoires ruraux tend à remplacer la présence physique des services de l’Etat dans ces territoires. Dès lors, il est plus difficile pour les citoyens peu ou pas connectés, comme les personnes âgées très présentes en milieu rural, d’accéder à leurs droits[169].

#### Bases de données et dictionnaires
- Notices dans des dictionnaires ou encyclopédies généralistes :   - Enciclopedia De Agostini
  - Gran Enciclopèdia Catalana
- Notices d'autorité :   - BnF (données)
  - LCCN
  - GND
  - Israël
  - Tchéquie
  - Lettonie